# Lydia Lassila
Pour les articles homonymes, voir Lassila (homonymie).
Lydia Lassila, née Ierodiaconou le 17 janvier 1982 à Melbourne, est une skieuse acrobatique australienne spécialisée dans les épreuves de saut acrobatique. 
Au cours de sa carrière, elle a disputé à quatre reprises les Jeux olympiques d'hiver où elle a gagné la médaille d'or en 2010 et de bronze en 2014 de plus elle a participé à quatre mondiaux où sa meilleure performance est une cinquième place en 2013 à Voss, enfin en coupe du monde elle est montée à trente-deux reprises sur un podium dont onze victoires.

## Palmarès

### Jeux olympiques d'hiver
| Édition/Discipline | Saut acrobatique |
| JO 2002            | 8e               |
| JO 2006            | 14e              |
| JO 2010            | Or               |
| JO 2014            | Bronze           |

### Championnats du monde
| Édition/Discipline | Saut acrobatique |
| Mondiaux 2003      | 15e              |
| Mondiaux 2005      | 16e              |
| Mondiaux 2009      | 13e              |
| Mondiaux 2013      | 5e               |

### Coupe du monde
- Meilleur classement général : 5e en 2003, 2005 et 2009.
- 1 petit globe de cristal :
  - Vainqueur du classement sauts 2009.
- 39 podiums dont 16 victoires en saut acrobatique.
- Détail des victoires :

| Édition / Épreuve | Saut                                      |
| 2003              | Špindlerův Mlýn                           |
| 2004              | Mount Buller Harbin-Longzhu               |
| 2005              | Mount Buller (2 victoires) Mont Tremblant |
| 2006              | Deer Valley                               |
| 2009              | Adventure Moutain Mont Gabriel            |
| 2010              | Lake Placid Deer Valley                   |
| 2014              | Val Saint-Côme                            |